# Космос-1629
Космос-1629 је један од преко 2400 совјетских вјештачких сателита лансираних у оквиру програма Космос.
Космос-1629 је лансиран са космодрома Тјуратам, Бајконур, СССР, 21. фебруара 1985. Ракета-носач Протон-К је поставила сателит у орбиту око планете Земље. 